# Jesús Jiménez Zamora
Jesus Maria Ciriaco Jimenez Zamora (ur. 1823, zm. 1897) – lekarz, prezydent Kostaryki w latach 1863-1866 i 1868-1870, liberał.
W 1864 udzielił azylu Gerardo Barriosowi, obalonemu prezydentowi Salwadoru, przez co pozostałe środkowoamerykańskie państwa zerwały z Kostaryką stosunki dyplomatyczne. W polityce wewnętrznej planował (bez realizacji) stworzenie kolei między oceanami. Drugą kadencję rozpoczął po tym jak jego poprzednik został obalony. Szybko stanął w obliczu wzrastających wpływów politycznych armii. Zwolnienie dwóch komendantów koszar sprawiło, że Tomás Guardia Gutiérrez odsunął Jimeneza od władzy.
Jego syn Ricardo Jiménez Oreamuno sprawował urząd prezydenta od 1910 do 1914.